# Feltet - Danmarks største quizkamp
Feltet - Danmarks største quizkamp eller blot Feltet er et dansk (oprindelig nederlandsk) quizprogram sendt på TV 2 Charlie og TV 2 Play fra marts 2025. Med Lise Rønne som vært skal deltagerne i hvert af de 7 afsnit konkurrere mod hinanden på quizspørgsmål, indtil alle på nær én er blevet elimineret. Den endelige vinder kan vinde 250.000 kr.

## Idé
64 deltagere kæmper mod hinanden i løbet af syv afsnit, hvor vinderen til sidst modtager en præmie på 250.000 kr. Ved starten er deltagerne fordelt på hvert sit felt på et stort skakbræt. Hver deltager har en unik kategori, som de selv har udvalgt på forhånd, eksempelvis filmsange, dansk politik, is og Matador. Den spiller, hvis tur det er, udfordrer en spiller på et af nabofelterne til en quizkamp. Vinderen erobrer taberens felt og kan starte en ny duel. I hvert afsnit spiller de 9 dueller, hvor dem der til sidst i afsnittene har de 2 største felter, skal have en præmieduel for at vinde 20.000kr og er med næste gang igen. Den endelige vinder til sidst vil have erobret alle 64 felter.
Titlen "Danmarks største quizkamp" kommer af det store antal deltagere på hele 64.

## Oprindelig inspiration
Ideen, som det danske program bygger på, startede i Nederland under navnet "The Floor" i 2023. Programmet har spredt sig, så det i 2025 sendes på tilsvarende vis i mere end 15 lande, blandt andet i USA, Australien, Tyrkiet, Tyskland og Storbritannien. I USA er den amerikanske skuespiller Rob Lowe vært for programmet, og i Storbritannien er det den britiske tv-vært Graham Norton.

## Afsnit
1. Lad duellen begynde (sendt 15. marts)
2. Kan man gemme sig på gulvet? (sendt 22. marts)
3. Hvem bluffer, og hvem skuffer? (sendt 29. marts)
4. 37 spillere tilbage (sendt 5. april)
5. Er julemanden iskold? (sendt 12. april)
6. Aktivér gulvet! (sendt 19. april)
7. Hvem vinder 'Feltet'? (sendt 26. april)

## Modtagelse
Ekstra Bladet gav showet tre stjerner ud af seks efter det første afsnit og hæftede sig ved, at mange af deltagerne måtte stå stille i timevis, inden de blev udvalgt til at dyste i et minut eller to. Avisen sammenlignede det store forbrug af deltagere med 1900-tallets store seersucces Kvit eller dobbelt med kun en enkelt deltager, en vært og en dommer, og konstaterede, at "Der var ro på og god tid dengang".